# غسان کنفانی
غسان کنفانی، (به عربی: غَسّان کَنَفانی) (تولد ۸ آوریل ۱۹۳۶عکا - مرگ ۸ ژوئیهٔ ۱۹۷۲ بیروت) نویسنده و روزنامه‌نگار فلسطینی و از اعضای رهبری جبهه مردمی برای آزادی فلسطین بود.
غسان کنفانی در بیروت توسط موساد و به تلافی قتل‌عام فرودگاه لود ترور شد.

## زندگی
غسان فائز کنفانی در ۹ آوریل سال ۱۹۳۶ در خانواده‌ای کُردتبار از طبقه متوسط در عکا متولد شد. او سومین فرزند فائز عبدالرزاق بود که در جنبش ملی بر ضد اشغال بریتانیا فعالیت داشت. تحصیلات اولیه را در مدرسه فرانسوی زبان میسیونرهای کاتولیک در شهر یافا سپری کرد. به دلیل  اشغال شهر یافا توسط نیروهای اسرائیلی در سال ۱۹۴۸ غسان به همراه خانواده مجبور به مهاجرت شد و پس از اقامت کوتاهی در لبنان به سوریه کوچ کرد و به عنوان پناهنده فلسطینی سکنی گزید. در آنجا به تحصیل ادامه داد. در عین حال در روزگار نوجوانی با برادرش کار می‌کرد. به عسرت اما با عزت می‌زیست و طعم تلخ فقر را می‌چشید. به کارهایی دشوار دست زد تا دست‌کم برای خانواده‌اش معیشتی فراهم سازد. در شانزده سالگی وقتی روزها کار می‌کرد و شب‌ها درس می‌خواند، هم‌زمان در یکی از روستاهای سوریه به تدریس در مدرسهٔ پناهندگان فلسطینی مشغول بود. با این شرایط دوره متوسطه را در آنجا سپری کرد. در سال ۱۹۵۲ در رشته ادبیات عرب دانشگاه دمشق ثبت‌نام کرد.
«غسان کنفانی» ۸ ژوئیهٔ ۱۹۷۲ در یک حادثه تروریستی موساد، در بیروت، با انفجاری بمبی که در ماشینش قرار داده بودند، به همراه خواهرزاده‌اش ترور شد. 

### ترجمه به فارسی
کتاب «مردانی در آفتاب» از او به فارسی ترجمه شده‌است (ترجمهٔ احسان موسوی خلخالی، نیلوفر، ۱۳۹۳). هم چنین در کتاب «قصه‌ها» تمامی داستان‌های کوتاه او به ترتیب زمان نگارش جمع‌آوری گشته‌است. (ترجمه غلامرضا امامی، روزبهان، ۱۳۹۳)

## نمادها در آثار کنفانی
نگاه نمادین کنفانی به شخصیت‌های زن در رمان‌هایش بر غنای محتوایی و فنی این رمان‌ها افزوده‌است اما اصرار این نویسنده بر پررنگ کردن بعد نمادین شخصیتهای زن دو رمان «چه برایتان مانده؟» و «ام -سعد» امری است که از هر دو لحاظ نظری و فنی مشکلاتی را برای بعد واقعی این شخصیت‌ها به وجود آورده و آزادی عمل آنان را محدود کرده‌است. ریشه مسئله شاید به آن جا برگردد که این نویسنده متعهد و متعصب به فلسطین در این دو رمان نیز همچون سایر رمان‌های خود با شور و اشتیاق به دنبال طرح ایده خود دربارهٔ چیستی و چرایی بحران‌ها و معضلات روز فلسطین و راه حل آن‌هاست. شخصیت‌های نمادین رمان‌ها نیز در این میان ابزاری هستند در خدمت تبلیغ و ترویج این ایده‌های غالباً انقلابی؛ در نتیجه بخش عمده‌ای از پتانسیل‌های ذاتی و روایی این دو رمان به جای صرف شدن در جهت تقویت جنبه‌های انسانی و طبیعی شخصیت‌های زن، صرف تقویت ابعاد نمادین و اسطوره‌ای این شخصیت‌ها شده تا پیام ایدئولوژیک داستان تمام و کمال رسانده شود.

## معروف‌ترین جملات
من تو را به اندازه ناکامی‌ام در داشتنت می‌خواهم
وطن لازم نیست حتماً سرزمین بزرگی باشد! گاهی مساحت کوچکی است در حد فاصل دو شانه
به کسی که برایت نمی‌نویسد
مزاحم روزهایت نمی‌شود
درباره‌ات نمی‌خواند
مهمترین تاریخ‌های تو را حفظ نمی‌کند
و زندگی‌ات را پُر از کارهای شگفت‌انگیز نمی‌کند
وابسته نشو…

## اقتباس از آثار
فیلمسازان بسیاری از ایران و کشورهای عربی، فیلم‌های بلندی از رمان‌های غسان کنفانی تهیه کرده‌اند، ازجمله می‌توان فیلم «المخدعون» (فریب‌خوردگان) به کوشش توفیق صالح، فیلم «عائد الی حیفا» (بازگشت به حیفا) که اقتباس از سومین رمان غسان است به کوشش قاسم حول را نام برد و سیف‌الله داد کارگردان معاصر ایرانی فیلم بازمانده را بر پایه یکی از داستان‌های غسان کنفانی در سال ۱۳۷۳ش ساخت.